# Atrofia muscular
La atrofia muscular es un término médico que se refiere a la disminución del tamaño del músculo, perdiendo fuerza este debido a la relación con su masa. Afecta a las células nerviosas de los músculos esqueléticos, generando parálisis. La parálisis puede ser parcial o completa y generalmente comienza insidiosamente. 
Es resultado de una co-morbilidad de varias enfermedades comunes, incluyendo cáncer, SIDA, insuficiencia cardiaca, EPOC, fallo renal y quemaduras graves; los pacientes que tienen caquexia en esas enfermedades tienen un mal pronóstico. La causa es desconocida y el tratamiento solamente es contra los síntomas, aunque por otra parte afecta particularmente a personas que han pasado la edad media de vida, es grave, ya que es de evolución progresiva y crónica.

## Etiología
Existen varias enfermedades y trastornos que causan una disminución en la masa muscular, incluyendo la inactividad -como en el sedentarismo o con la colocación de un yeso - caquexia o síndrome de desgaste corporal presente en pacientes con cáncer o insuficiencia cardíaca, enfermedad pulmonar obstructiva crónica, quemaduras extensas, insuficiencia hepática,  trastornos electrolíticos, anemia, etc. Otros síndromes pueden causar atrofia muscular como la malnutrición, denervación de las neuronas motoras como   atrofia muscular espinal de la infancia y las miopatías inflamatorias y distrofias, entre otras.

### Sarcopenia
Al pasar los años, con los procesos naturales del envejecimiento corporal, se aprecia una disminución gradual de la habilidad de mantener la función y masa muscular, un evento fisiológico denominado sarcopenia. La causa exacta de la sarcopenia se desconoce, pero puede que sea debido a una falla gradual de las células satélite que son células progenitoras que regeneran las fibras musculares; o bien a una disminución de la sensibilidad o disponibilidad de críticos factores de crecimiento secretados y que son necesarios para el mantenimiento de la masa muscular y la supervivencia de las células satélite.

## Fisiopatología
La atrofia muscular ocurre por un cambio en el equilibrio normal que existe entre la síntesis de proteínas y su degradación. En una atrofia muscular hay una disminuida regulación de las vías de la síntesis proteica y una activación de las vías de degradación. La principal vía de degradación proteica que tiende a ser la responsable de la mayor parte de la pérdida de masa muscular en las atrofias es la vía dependiente de ATP de la Ubiquitina/Proteasoma. En ese sistema, las proteínas son marcadas para su destrucción por medio de la unión de al menos cuatro copias de la pequeña proteína llamada ubiquitina. Una proteína así de poli-ubiquitinada es blanco para la destrucción proteica por la proteasoma.

## Tratamiento potencial
La atrofia muscular se opone a las rutas de señalización que inducen la hipertrofia muscular, o un aumento del tamaño del músculo. Por lo tanto, una de las maneras en la que el ejercicio induce un incremento en la masa muscular es bloquear las rutas que tienen el efecto opuesto.
La atrofia muscular puede ser controlada al estimular las vías que inducen la hipertrofia muscular o un aumento en el tamaño o masa muscular. Una de las formas clásicas de aumentar la fuerza muscular es con ejercicios anaeróbicos, que tiende a inhibir las vías de degradación muscular.
Una herramienta importante en la rehabilitación de la atrofia muscular incluye el uso de la estimulación eléctrica funcional para estimular los músculos. Se ha visto que ha tenido gran éxito en la rehabilitación de pacientes parapléjicos.
Dado que la ausencia de aminoácidos que forman los músculos pueden contribuir a la degradación muscular, la terapia de aminoácidos puede ser útil para regenerar tejido muscular dañado o atrofiado. Los aminoácidos ramificados o BCAAs (leucina, isoleucina y valina) son críticos en este proceso, además de la lisina y otros aminoácidos.
Para casos graves de atrofia muscular, se administra como cura potencial a los pacientes esteroides anabólicos como la metandrostenolona.

## Cuantificación
Una tomografía computarizada puede distinguir tejido muscular de otros tejidos y por lo tanto distinguir la cantidad de tejido muscular del cuerpo.
La rápida pérdida de tejido muscular, puede ser aproximada por la cantidad de urea en la orina. El contenido de nitrógeno equivalente (en gramos) de urea (en mmol) puede estimarse por el factor de conversión 0,028 g/mmol. Por lo tanto, 1 gramo de nitrógeno es aproximadamente equivalente a 6 gramos de proteína, y 1 gramo de proteína es aproximadamente equivalente a 4 gramos de tejido muscular. De esta forma, en situaciones como el desgaste muscular, 1 mmol de exceso de urea en la orina (midiendo el volumen de orina en litros multiplicados por la concentración de urea en mmol/l) corresponde aproximadamente a una pérdida de músculo de 0,67 gramos.

## Hibernación
La inactividad y el hambre en los mamíferos provoca atrofia en los músculos esqueléticos, acompañado por un número y tamaño pequeño de miocitos así como un menor contenido de proteínas. Se sabe que en humanos, los periodos prolongados de inmovilización, como el caso de los encamados o los astronautas volando en el espacio, causan una debilidad una atrofia muscular. Tales consecuencias pueden verse en pequeños mamíferos que hibernan como las ardillas de manto dorado y los murciélagos marrones.
Los osos son una excepción a esta norma; las especies en la familia Ursidae son famosas por su habilidad para sobrevivir a condiciones ambientales no favorables de bajas temperaturas y una nutrición disponible limitada durante el invierno. Durante este tiempo, los osos pasan a través de unos cambios fisiológicos, morfológicos y de comportamiento. Es de importancia significativa su habilidad para mantener el número y tamaño de células musculares esqueléticas en un periodo de falta de uso.